# اوکیو کاتایاما
اوکیو کاتایاما (ژاپنی: 片山 右京 ‏(Katayama Ukyō)‏؛ زادهٔ ۲۹ مهٔ ۱۹۶۳ در توکیو) رانندهٔ سابق مسابقات اتومبیل‌رانی اهل ژاپن است که از فصل ۱۹۹۲ تا ۱۹۹۷ در مجموع در ۹۷ گراند پری از مسابقات جهانی فرمول یک شرکت کرد.
او در طول دوران فعالیت خود در فرمول یک تنها ۵ امتیاز را به نام خود به‌ثبت رساند.